# Danijela Jackovich
Danijela „Dani“ Jackovich (* 4. November 1994 in New Lenox, Illinois) ist eine australische Wasserballspielerin. Sie gewann mit der australischen Nationalmannschaft 2024 eine olympische Silbermedaille.

## Sportliche Karriere
Die 1,83 Meter große Danijela Jackovich graduierte 2017 an der Stanford University und trat mit deren Sportteam an. Sie spielte 2015 und 2017 mit der US-Studentinnenauswahl bei der Universiade. 2015 belegte sie den fünften Platz, wobei sie fünf Turniertore erzielte. 2017 gewann sie mit der Mannschaft aus den Vereinigten Staaten, diesmal warf sie drei Tore während des Turniers. Nach dem Studium ging sie nach Australien und spielte dort für die Cronulla Sharks. 2021 nahm sie die australische Staatsbürgerschaft an.
Jackovich debütierte 2024 in der australischen Nationalmannschaft. Bei der Weltmeisterschaft 2024 in Doha verloren die Australierinnen im Viertelfinale mit 9:10 gegen die Mannschaft aus den Vereinigten Staaten und belegten schließlich den sechsten Platz. Jackovich erzielte im Viertelfinale einen Treffer. Fünf Monate später erreichte die australische Mannschaft beim olympischen Wasserballturnier in Paris das Halbfinale durch einen Viertelfinalsieg über die Griechinnen. Im Halbfinale bezwangen die Australierinnen das Team aus den Vereinigten Staaten nach Penaltyschießen. Im Finale unterlagen die Australierinnen den Spanierinnen mit 9:11. Jackovich warf im Finale ein Tor.